# Clare Hollingworthová
Clare Hollingworthová (10. října 1911 Knighton – 10. ledna 2017 Hongkong) byla anglická spisovatelka a novinářka, která jako první ohlásila začátek druhé světové války v Evropě. V Česku byla vzpomenuta pro svou pomoc československým uprchlíkům v polských Katovicích.
Clare Hollingworth byla za „své služby žurnalistice“ v roce 1982 vyznamenána královnou Alžbětou II. Řádem britského impéria (důstojník – OBE).

## Kariéra
Po připojení Sudet k Německu v důsledku Mnichovské dohody v roce 1938 odjela do Varšavy, kde se zapojila do práce s československými uprchlíky, kterým mezi březnem a červencem pomáhala opustit Polsko získáním britského víza. Celkově tak pomohla téměř 2 000 lidem utéct před nacisty. Na základě toho ji v srpnu 1939 angažoval Arthur Wilson, vydavatel deníku The Daily Telegraph. Pro deník pracovala jako zahraniční zpravodajka. Přesvědčila britského generálního konzula v Katovicích, Johna Anthonyho Thwaitese, aby jí půjčil na průzkumnou cestu přes německé hranice své auto s řidičem. 28. srpna si při jízdě diplomatickým vozem podél německo-polské hranice Hollingworthová všimla špatně zamaskovaných německých tanků pod sítěmi a plachtami, které zvedal vítr. Tato skutečnost ji zaujala a při dalším pozorování identifikovala obrovské množství německých vojáků, tanků a obrněných vozidel, stojících na německém území podél celé polské hranice. Její zpráva o těchto pozorováních byla nejdůležitějším příběhem následujícího dne na první stránce The Daily Telegraph. Titulek zněl: „1000 tanků shromážděno na polské hranici. Deset divizí je připraveno k rychlému útoku“.
Její zpráva z 1. září, v níž vyzvala britské velvyslanectví ve Varšavě, aby oznámilo německou invazi do Polska je považována za „sólokapra století“ („the scoop of the century“). Aby přesvědčila zaměstnance velvyslanectví, který měl pochybnosti o této skutečnosti, vystrčila v průběhu hovoru telefonní sluchátko z okna svého pokoje v Katovicích, aby slyšel zvuk německých tanků na ulicích města. Její zpráva byla také první zprávou, kterou britský ministr zahraničí o invazi do Polska obdržel.
Pokračovala reportážemi o situaci v Polsku a v roce 1940, kdy pracovala pro Daily Express, odjela do Bukurešti, odkud podala zprávu o vynucené abdikaci krále Karla II. a následných událostech. V roce 1941 odešla do Egypta a později podávala zprávy z Turecka, Řecka a egyptské Káhiry. Její snahy ztěžovalo to, že ženy – válečné korespondentky – nedostávaly v té době úřední akreditaci. Poté, co 23. ledna 1943 obsadily britské jednotky Bernarda Montgomeryho Tripolis, bylo jí nařízeno vrátit se do Káhiry. Protože chtěla zůstat na frontě, pokračovala jako reportérka u jednotek generála Dwighta D. Eisenhowera v Alžíru. Odsud psala pro Chicago Daily News. Později působila v Palestině, Iráku a Persii. V této době se stala prvním novinářem, který hovořil s íránským šáhem Muhammadem Rezou Pahlavím.
V roce 1946 přežila bombový útok na hotel Krále Davida v Jeruzalémě, který zabil 91 lidí. Zemřela v Hongkongu ve věku 105 let.